# Димитър Илиев (художник)
Вижте пояснителната страница за други личности с името Димитър Илиев.
Димитър Илиев (на сръбски: Димитар Илиjев) е скулптор, художник и педагог, роден през 1950 г. в Цариброд (официално име от 1951 г. Димитровград).
Учи в средно художествено училище в Ниш. Завършва магистратура в Софийската художествена академия през 1977 г., със специалност скулптура, при проф. Димитър Даскалов. Занимава се със скулптура, изобразително изкуство, сценично оформление в театъра и в различни културни прояви, както и с педагогическа дейност. След като се установява в Димитровград, организира около 450 изложби в Центъра за култура и е един от създателите и организаторите на Международния художествен пленер „Погановски манастир“. Участва в десетки самостоятелни и съвместни изложби и е лауреат на редица награди за изобразително изкуство. Основател е на галерията „Методи Мета Петров“ в Димитровград и е неин ръководител до 2015 г.

## Галерия
- Картини на Димитър Илиев. Галерия „Методи Мета Петров“, Димитровград